# Ampelisca senegalensis
Ampelisca senegalensis is een vlokreeftensoort uit de familie van de Ampeliscidae. De wetenschappelijke naam van de soort is voor het eerst geldig gepubliceerd in 1925 door Chevreux.